# Nisa (Ilíada)
Nisa (grec antic: Νίσα) és un topònim que apareix al «Catàleg de les naus» de la Ilíada que identifica una de les ciutats d'on hauria partit cap a Troia el contingent dels beocis, liderat per Penèleos, Leit, Arcesilau, Protoènor i Cloni. La ciutat de Nisa i el seu emplaçament no han estat identificats. Ja els antics comentaristes d'Homer, desitjosos d'identificar les ciutats homèriques amb els seus equivalents contemporanis, no reeixiren en els seus intents pel que fa a Nisa. Apol·lodor, el gramàtic atenès, que va escriure un tractat sobre el «Catàleg de les naus», es desesperà afirmant que «Nisa no es pot trobar enlloc de Beòcia». Aquesta realitat ha arribat fins a l'actualitat, si bé recentment s'han descobert les restes d'un antic emplaçament a Beòcia, conegut actualment com a Pyrgos, Palaiometokhi, i antigament com a Isos, a la riba nord-est del llac Paralimni, uns sis quilòmetres al sud d'Antèdon, exactament on se suposa que hi havia la Nisa homèrica, atesa la seva penúltima posició en la llista beòcia del Catàleg, just abans d'Antèdon.